# Hendrik Zwaardemaker

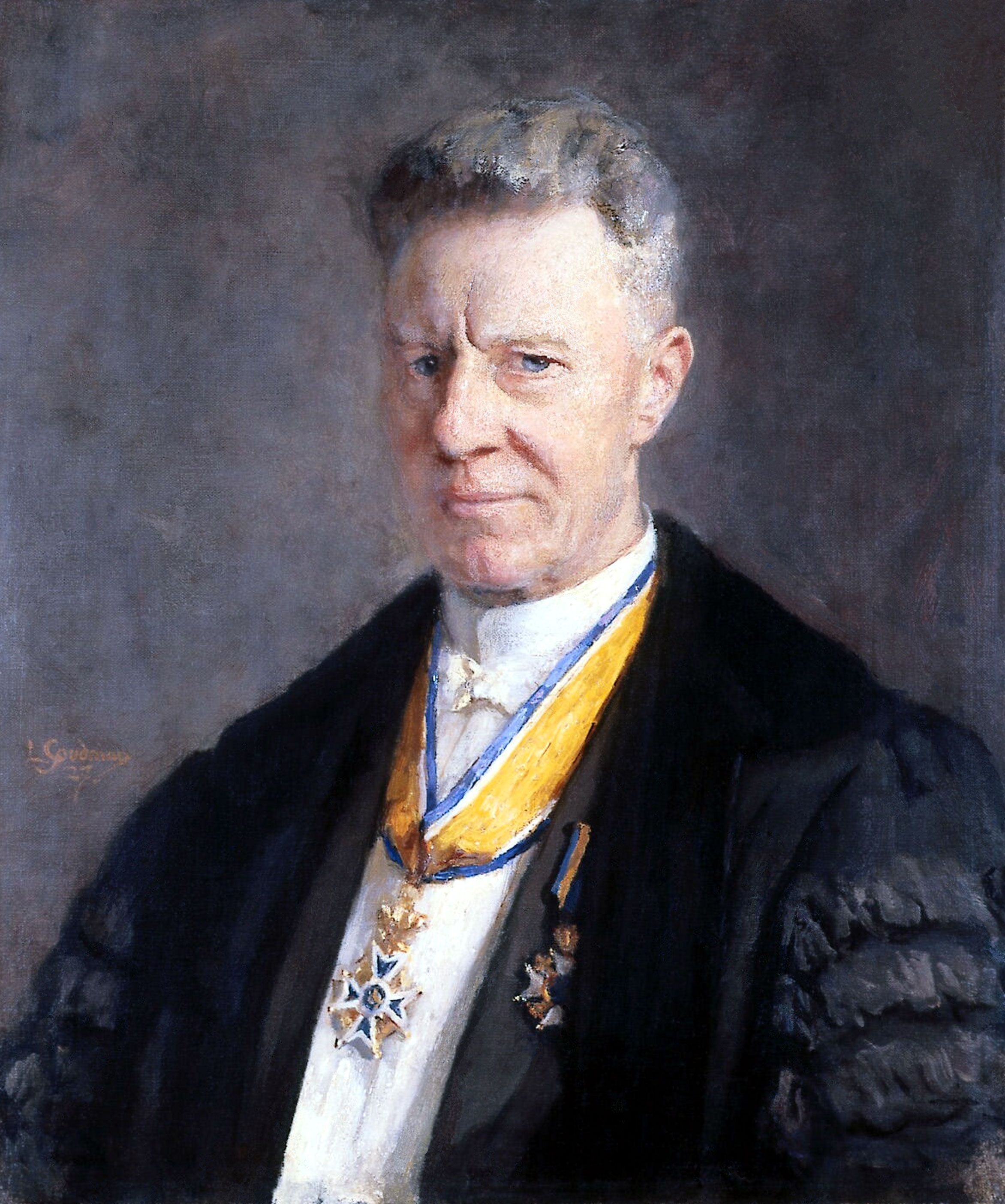
Hendrik Zwardemaker

Hendrik Zwaardemaker (* 10. Mai 1857 in Haarlem; † 19. September 1930 in Utrecht) war ein niederländischer Physiologe.

## Leben
Hendrik war der Sohn des Buchhändlers und Verlegers Cornelis Zwaardenmaker (* 21. Mai 1828 in Zaandam; † 29. Oktober 1887 in Amsterdam) und der frauenrechtlichen Schriftstellerin Jacoba Berendina Visscher (* 5. Mai 1835 in Utrecht; † 4. August 1912 ebenda). Nach anfänglicher schulischer Ausbildung in Deventer, besuchte er ab 1870 die höhere Bürgerschule in Amsterdam und immatrikulierte sich am 14. Dezember 1874 am Atheneum illustre, das bald darauf zur Universität erhoben wurde. Hier widmete er sich dem Studium der medizinischen Wissenschaften. Ab 1879 arbeitete er unter Casper Hendrik Kuhn (* 27. Oktober 1848 in Amsterdam; † 19. August 1926) als Prosektor der pathologischen Anatomie und ab 1882 der Physiologie im Laboratorium von Thomas Place (* 13. Dezember 1842 in Zeist; † 22. August 1911 in Amsterdam). Nachdem er am 21. Dezember 1883 mit der Arbeit Over ischaemie van den hartwand (deutsch: Über Ischämie der Herzwand) zum Doctor der Medizin promoviert hatte, blieb er dort für zwei Jahre als Assistent der Physiologie.
Er wurde 1882 als Militärarzt angestellt und arbeitete am Militärhospital in Amsterdam. Bei den Ohrenheilkundlern Hermann Schwartze in Halle (Saale) und Adam Politzer in Wien wurde er zum Spezialisten weitergebildet. Für ein Jahr vertrat er dann den Professor der pathologischen Anatomie und allgemeinen Pathologie Cornelis Adrianus Pekelharing in Utrecht, der nach Indien gereist war. 1886 wurde er an der Veterinärhochschule in Utrecht, wo auch Franciscus Cornelis Donders lehrte, mit dem Unterricht in der Anatomie und pathologischen Anatomie betraut und betreute nebenbei die Vorlesungen der Militärärzte. Donders unterstützte ihn bei seinem Modell eines Riechmessers (Olfactometer), er entwickelte eine Camera Silenta und eine Camera acustica. 1888 gab er Beitrag zur Physiologie des Geruchs heraus, in der Olfaktie, Olfaktometrie und Kompensation der Gerüche zum Ausdruck kamen. Mit dem 1895 erschienenen Die Physiologie des Geruchs (Engelmann, Leipzig) zeigte er Rhinologen und Psychiatern, wie man den ersten Hirnnerv untersuchen kann. Er untersuchte auch die Atemwege und entwickelte das Ärodromometer. Im Weiteren widmete er sich dem Gehör und entdeckte 1890 Presbyakusis.
Am 24. September 1897 wurde er zum Ordinarius der Physiologie an der Universität Utrecht ernannt. Mit seiner Antrittsrede Über die Sprachlaute läutete er die experimentelle Phonetik ein, woran sich der Philologe Gallée beteiligte. Gemeinsam mit Hendrik Burger (* 15. November 1864 in Delft; † 3. Dezember 1957 in Amsterdam) gab er 1905 das Leerboek der Oorheelkunde (deutsch Lehrbuch der Ohrenheilkunde) heraus und 1910 ein Leerboek der Physiologie (deutsch: Lehrbuch der Physiologie). 1903 gründete er mit Ambroise Arnold Guillaume Guye (* 17. August 1839 in Maastricht; † 15. Januar 1905 in Amsterdam) und anderen den Niederländischen Ohren-Hals-Nasenheilkundige-Verein. 1909/10 amtierte er als Rektor der Universität und wurde am 13. Juni 1927 emeritiert.
Er entdeckte auch, dass das Salz der Pottasche oder andere radioaktive Substanzen das Herz stimulieren.
1903 wurde er Mitglied der Königlich Niederländischen Akademie der Wissenschaften, wurde 1912 Mitglied, sowie 1913 Vorsitzender, der niederländischen Gesellschaft zur Förderung der Medizin (niederländisch: Nederlandsche Maatschappij ter bevordering van de Geneeskunst), 1919 wurde er Mitglied der Gelehrtengesellschaft Leopoldina, 1923 der Akademie der Wissenschaften zu Göttingen, 1926 Ehrenmitglied der British Psych. Association, 1926 Ehrenmitglied der Gesellschaft für Sprach- und Stimmheilkunde, 1928 Ehrenmitglied der internationalen Vereinigung für experimentelle Phonetik, auch war er Mitglied der Vereniging voor Natuurwetenschappen in Groningen, der Bataafsch Genootschap in Rotterdam, Mitglied der Maatschappij van Kunsten en Wetenschappen in Haarlem, korrespondierendes Mitglied der königlichen Akademie der medizinischen Wissenschaften in Turin, der Königlich-Preußischen Akademie der Wissenschaften in Berlin und der österreichischen Vereinigung für Phonetik. Er hatte 1896 die Tilanusmedaille für experimentelle Medizin erhalten, wurde Ritter des Ordens vom niederländischen Löwen und Kommandeur des Ordens von Oranje-Nassau. Er hatte drei Ehrendoktorate erhalten, so 1921 der Veterinären Hochschule in Utrecht und am 30. Juni 1930 der Sorbonne in Paris. Nachdem er 1930 für den Nobelpreis vorgeschlagen worden war, verstarb Zwaardemaker.

## Familie
Zwaardemaker verheiratete sich am 12. April 1888 in Utrecht mit Margaretha Christina Verhoeff (* 11. Mai 1861 in Utrecht; † 7. November 1948 in Bilthoven), die Tochter des Arnoldus Franciscus Verhoeff (* 19. Juli 1831 in Utrecht; † 3. November 1876 ebenda) und dessen Frau Margaretha Georgette Osti (* 18. August 1834 in Utrecht; † 23. November 1925 ebenda). Aus der Ehe stammen Kinder. Von diesen kennt man:
- Cornelis Frans Zwaardemaker (* 15. Dezember 1889 in Utrecht; † 21. November 1890 ebenda)
- Arnoud Frans Zwaardemaker (* 20. Januar 1892 in Utrecht; † 3. Juli 1948 in De Bilt)
- Jacob Barend Zwaardemaker (* 13. Juni 1894 in Utrecht; † 28. August 1957 in Bilthoven) Dr. med. in Bilthoven, verh. 4. März 1926 in Utrecht mit Hermine Mathilde Vlamingh Kiebert (* 4. Mai 1901 in Utrecht; † 14. Januar 1974 in Bilthoven)
- Hendrik Zwaardenmaker (* 14. Dezember 1899 in Utrecht)
- Cornelis Christiaan Zwaardemaker (* 4. Juli 1901 in Utrecht; † 24. Januar 1945 in Ermelo)